# Edda Ceccoli
Edda Ceccoli (Montegiardino, 26 giugno 1947) è una politica e funzionaria sammarinese.

## Carriera politica
Fu eletta capitano di castello di Faetano alle elezioni amministrative del 1984.
Iscritta al Partito Democratico Cristiano (PDCS), nel 1988 entrò in Consiglio Grande e Generale, dove fu rieletta nel 1993 e nel 2008. Dal 1⁰ ottobre 1991 al 1⁰ aprile del 1992 servì come capitano reggente al fianco di Marino Riccardi.
Dal 2000 al 2002 lavorò come segretaria particolare della segreteria di Stato per la Sanità, e nel 2005 fu eletta alla carica di presidente del Consiglio Centrale del PDCS.
Il 16 giugno 2010 fu nominata terzo presidente della Commissione Consiliare per gli Affari di Giustizia, contro la candidata Nadia Ottaviani e in successione a Pasquale Valentini.